# Aeródromo Teniente Rodolfo Marsh Martin
El aeródromo Teniente Rodolfo Marsh Martin (IATA: TNM, OACI: SCRM) perteneciente a Chile es el más septentrional de los aeródromos de la Antártida. Se halla ubicada en la península Fildes de la isla Rey Jorge en las Shetland del Sur. Sirve a la Base Presidente Eduardo Frei Montalva, que incluye el núcleo poblacional de Villa Las Estrellas, pero también a otras bases situadas en la isla y en la región cercana.
El aeródromo fue inaugurado el 12 de febrero de 1980 con el aterrizaje de dos aviones Twin Otter procedentes de Punta Arenas. El nombre recuerda a Rodolfo Marsh Martin (1908-1937), quien organizó en 1935 junto al capitán Carlos Abel la Línea Aérea Experimental a Magallanes, y murió en un accidente aéreo. La base aérea fue inaugurada el 17 de marzo de 1980.
El aeródromo tiene cinco pequeños edificios, incluyendo un hangar y la torre de control, y un área pequeña para estacionamiento y alistamiento de los aviones. Se trata de un aeródromo de carácter público.
El 25 de febrero de 1992 un avión CASA 235M-100 del Ejército de Chile con 11 personas a bordo se estrelló en el aeródromo. No hubo muertos ni heridos, pero el avión quedó inutilizable.
El aeródromo Marsh Martin es uno de los tres de la Antártida que tiene pista de grava, los otros dos son Marambio (de Argentina) y Rothera (del Reino Unido).
Este aeródromo fue considerado en el año 2011 como uno de los aeródromos más difíciles para aterrizar en Chile.